# Boxe aux Jeux de l'Empire britannique de 1950
Navigation
Édition précédente Édition suivante
Les compétitions de boxe anglaise des Jeux de l'Empire britannique de 1950 se sont déroulées du 4 au 11 février à Auckland, Nouvelle-Zélande.

## Résultats

### Podiums
| Catégories                 | Or                    | Argent          | Bronze           |
| Poids mouches (-50,8 kg)   | Hugh Riley            | K. Edwin        | Marcus Temple    |
| Poids coqs (-53,5 kg)      | Jan van Rensburg      | Albert Perera   | Len Walters      |
| Poids plumes (-57,2 kg)    | Henry Gilliland       | Andy Verceuil   | Peter Brander    |
| Poids légers (-61,2 kg)    | Ronny Latham          | Billy Barber    | Eddie Haddad     |
| Poids welters (-66,7 kg)   | Terry Ratcliffe       | Bill Seewitz    | Alex Obeyesekera |
| Poids moyens (-72,6 kg)    | Theunis van Schalkwyk | James Beal      | Bill Pinkus      |
| Poids mi-lourds (-79,4 kg) | Don Scott             | Chris Rollinson | Jack Taylor      |
| Poids lourds (+79,4 kg)    | Frank Creagh          | Sid Cousins     |                  |

### Tableau des médailles
| Place | Pays             | Médaille d'or | Médaille d'argent | Médaille de bronze | Total |
| ----- | ---------------- | ------------- | ----------------- | ------------------ | ----- |
| 1     | Angleterre       | 3             | 0                 | 1                  | 4     |
| 2     | Afrique du Sud   | 2             | 0                 | 1                  | 3     |
| 3     | Écosse           | 2             | 0                 | 0                  | 2     |
| 4     | Nouvelle-Zélande | 1             | 2                 | 0                  | 3     |
| 5     | Australie        | 0             | 3                 | 1                  | 4     |
| 6     | Ceylan           | 0             | 2                 | 1                  | 3     |
| 7     | Rhodésie du Sud  | 0             | 1                 | 0                  | 1     |
| 8     | Canada           | 0             | 0                 | 3                  | 3     |
| Total | 8 pays médaillés | 8             | 8                 | 7                  | 23    |